# Hans Weil
Hans Weil (geboren 8. September 1898 in St. Johann, Saarbrücken; gestorben 5. Juni 1972 in New York City) war ein deutscher Pädagoge.

## Schulzeit und Studium in Deutschland
Hans Weil entstammte einer wohlhabenden jüdischen Kaufmannsfamilie in Saarbrücken und der Frankfurter Verlegerfamilie Lehrberger. Durch eine Erkrankung an spinaler Kinderlähmung erlitt er einen Sprachfehler und blieb im Schulbesuch zurück. Er besuchte ab 1912 die Odenwaldschule und ab 1914 die Dürerschule Hochwaldhausen, ab 1917 war er wieder in Heppenheim und er legte 1920 das Abitur an der Staatlichen Realschule zu Saarbrücken ab. Er studierte Geschichte und Nationalökonomie in Heidelberg, Frankfurt am Main, München und wurde 1930 in  Göttingen bei Herman Nohl promoviert. Wegen der überragenden Qualität seiner Dissertation konnte er sich 1932 an der  Goethe-Universität Frankfurt bei Paul Tillich und Carl Mennicke habilitieren. Feidel-Mertz zählt Tillich, Mennicke und Weil zu den prägenden Pädagogen an der Goethe-Universität am Ende der Weimarer Republik, die den Religiösen Sozialisten und der Arbeiterbewegung nahe stehen.
In seinen zwei Antrittsvorlesungen an der Goethe-Universität in Frankfurt setzte er sich mit Herbart und mit der Kategorie der „Einfügung“ auseinander. Als Privatdozent hielt er im Wintersemester 1932/33 eine Einführungsvorlesung in die Pädagogik. Nach der Machtübergabe an die Nationalsozialisten im Januar 1933 wurde er aufgefordert, im Sommersemester 1933 nicht mehr zu lesen, und am 13. April 1933 steht dann sein Name auf der Liste der Dozenten, die auf Anweisung des neuen preußischen Kultusministers Bernhard Rust zu entlassen sind. Nachdem ein Versuch, eine Schule für „halbjüdische“ Kinder in Deutschland zu gründen, scheiterte, floh Hans Weil nach Italien.

## Als jüdischer Emigrant in Italien
Weil ging zunächst nach Florenz und übernahm dort die Stelle des Studienleiters an dem von Werner Peiser und Moritz Goldstein gegründeten Landschulheim Florenz, mit dessen traditionelleren pädagogischen Ausrichtung er allerdings nicht übereinstimmte. Daher gründete er zusammen mit Heinz Guttfeld, der vorher ebenfalls am Landschulheim Florenz gearbeitet hatte, in Recco die Schule am Mittelmeer. Sie wurde am 1. März 1934 mit zunächst vier aus Florenz mit herübergekommenen Schülern eröffnet und hatte ihren Sitz in der heute noch existierenden „Villa Palma“.
Die Schule arbeitete in ihren ersten Jahren auf einer eher informellen Grundlage: Duldung durch das Deutsche Generalkonsulat in Genua und durch die örtlichen italienischen Behörden. Als Weil 1936 versuchte, diesen Status zu legalisieren, wurde ihm von italienischer Seite aus bedeutet, dass dem Einsprüche aus Deutschland entgegenstünden. Am 31. Juli 1937 erging eine Verfügung, die Schule, die zu der Zeit von ca. dreißig Schülerinnen und Schülern besucht wurde und acht italienische Angestellte beschäftigte, bis Mitte September 1937 zu schließen. Proteste hiergegen blieben erfolglos, ebenso der Versuch, die Schule unter italienischer Leitung fortzuführen.
Hans Weil musste als ausländischer Jude im Februar 1939 Italien verlassen. Über das weitere Schicksal der Kinder ist, bis auf das
zweier Schüler, nichts bekannt.

## Die zweite Emigration
Weils Ehefrau Senta, die keine Jüdin war und aus dem Baltikum stammte, konnte im November 1939 zusammen mit den beiden Kindern Anselm und Constanze in die USA einreisen. Hans Weil ging zunächst nach Großbritannien, konnte dort aber keine Arbeit für sich finden. Er folgte 1940 über Irland seiner Familie nach.
In New York arbeitet Hans Weil zunächst als Porträtfotograf, da er sich, bedingt auch durch eine sprachliche Behinderung aufgrund seiner frühen Kinderlähmung, nicht mehr als Hochschullehrer oder Schulgründer etablieren konnte. Er schrieb und publizierte weiterhin, doch führte das nicht zu einer gesicherten wissenschaftlichen Existenz. Für die Columbia University wertete er Dokumente über das Verhalten deutscher Wissenschaftler während der NS-Zeit aus, was ihn sehr verstörte und 1946 bewog, eine Anfrage der  Goethe-Universität Frankfurt abzulehnen, die ihm anbot, seine frühere Stelle als Privatdozent wieder einzunehmen.
Aufgrund seiner schlechten wirtschaftlichen Situation versuchten seit Mitte der 1950er Jahre Freunde von Hans Weil, die  Goethe-Universität Frankfurt zur Einrichtung einer Wiedergutmachungsprofessur zu bewegen. Dies geschah zwar, doch unterließ es die Universitätsspitze über zehn Jahre lang, die Philosophische Fakultät, an der Weils Professur angesiedelt werden sollte, und Weil selber von der beschlossenen Einrichtung der Professur zu unterrichten. Erst 1967 gestand die Universität ihr Versäumnis Weil gegenüber ein, setzte ihn zugleich aber davon in Kenntnis, dass er nunmehr das Emeritierungsalter erreicht habe. Weil teilte damit das Schicksal von Philipp Schwartz, dem die Medizinische Fakultät der Goethe-Universität 1957 eine Rückkehr verweigerte, weil er, mit 63 Jahren, angeblich zu alt sei.
Hans Weil starb am 5. Juni 1972 in New York.

## Schriften
- Die Entstehung des deutschen Bildungsprinzips. Bonn : F. Cohen, 1930
- Edgar Rosemann, Hans Weil, Heinz Guttfeld: Aufruf zur Gründung eines jüdischen Werk- und Erziehungheimes, Frankfurt am Main, Kettenhofweg, 8. April 1933. Dieser bislang nur von Joseph Walk erwähnte Text enthält „auf 113 Seiten einen detaillierten fachlichen und theoretischen Lehrplan […] und die Grundlagen einer erfolgreichen Erziehungsarbeit“.[14]
- Pioneers of tomorrow, a call to American youth. Young Men’s Christian Associations of North America. International Committee. New York, N.Y., Association Press, 1945 WorldCat
- Helfendes Handeln : ein Beitrag zur Theorie der Pädagogik. Bonn : Bouvier, 1972
- Wie die Schule am Mittelmeer zustande kam, in: Hildegard Feidel-Mertz (Hrsg.): Schulen im Exil. Die verdrängte Pädagogik nach 1933, Rowohlt Taschenbuch Verlag GmbH, Reinbek bei Hamburg, November 1983, S. 110–112, ISBN 3-499-17789-7